# Код идентификации юридических лиц LEI
Код идентификации юридического лица (номер) LEI (Legal Entity Identifier) — это 20-значный идентификатор, который позволяет однозначно определить юридическое лицо при совершении финансовых транзакций. Он определяется стандартом ISO 17442.
Каждый код LEI содержит сведения о структуре собственности юридических лиц и тем самым позволяет ответить на вопросы «кто есть кто» и «кто кем владеет». Проще говоря, эта общедоступная база данных LEI может считаться международным справочником, существенно повышающим прозрачность на мировом рынке.
Частные лица не обязаны иметь номер LEI, но могут обладать таковым, если они действуют в качестве бизнес-субъекта. Нумерация LEI глобальна. Данные из регистра LEI доступны всем на бесплатной основе.
Получить код можно в одном из местных операционных подразделений, выбрав подходящую юрисдикцию на сайте.